# Georgi Markow (Historiker)

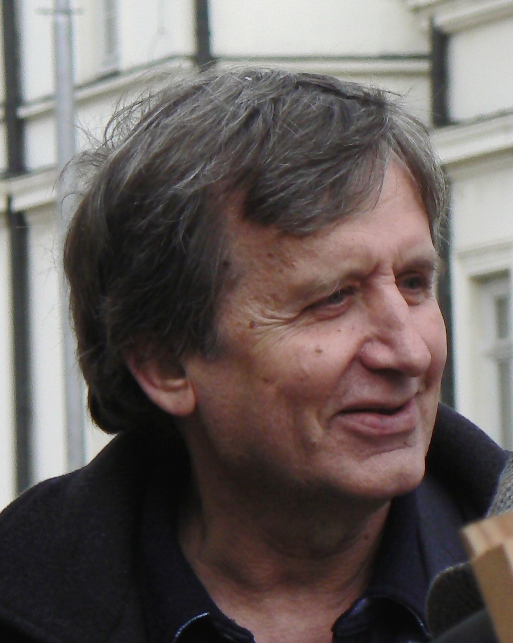
Georgi Markow

Georgi Georgiew Markow (auch Georgi Georgiev Markov transliteriert, bulgarisch Георги Георгиев Марков; * 17. November 1946 in Plowdiw) ist ein bulgarischer Historiker, Balkanologe, Dozent und Mitglied der Bulgarischen Akademie der Wissenschaften sowie langjähriger Direktor deren historischen Instituts. Er ist Autor von mehreren Monografien und wissenschaftlichen Publikationen zur bulgarischen Militärgeschichte für die Zeit zwischen dem Ersten Balkankrieg und dem Ersten Weltkrieg.
Georgi Markow wurde am 17. November 1946 in Plowdiw geboren. Der Bezug zum Militär in seiner Familie – sein Vater war Militär der Bulgarischen Luftstreitkräfte, sein Großvater verstarb als 34-Jähriger 1916 während des Ersten Weltkrieges – prägte den heranwachsenden Georgi und begründete sein späteres Interesse für historische Themen.
Markow schloss sein Magisterstudium der Geschichte an der Universität Sofia im Jahr 1970 mit der Arbeit Die Deutsch-sowjetischen Beziehungen zwischen 1939–1941 (bulg. Германо-съветските отношения 1939–1941) ab und promovierte 1977 an derselben zum Thema Bulgarisch-Deutsche Beziehungen in der Zeit Mai 1934 – August 1939 (bulg. Българо-германски отношения и връзки май 1934– август 1939). 1977 wurde Markow wissenschaftliches Mitglied und ab 1986 Senior Fellower am Institut für Geschichte der Bulgarischen Akademie der Wissenschaften (kurz BAN).
1981 forschte Markow am Institut für europäische Geschichte an der Universität Mainz als erster bulgarischer Historiker der Nachkriegszeit. Vor seiner Abreise wurde er von der Bulgarischen Staatssicherheit angeworben. 1992 habilitierte er zum Thema Bulgarien in den Balkankriegen 1912–1913 (bulg. България в Балканските войни, 1912–1913 г.) und wurde ab dem darauffolgenden Jahr bis 2013 Direktor des Historischen Instituts der BAN.
Zwischen 1994 und 1994 sowie zwischen 1998 und 2006 war Markow Dozent für Neue bulgarische Geschichte an der Neuen Bulgarischen Universität und der Universität Sofia.
2008 wurde Markow Akademiker und ordentliches Mitglied der Bulgarischen Akademie der Wissenschaften.

## Publikationen
- Waffenbrüderschaft zwischen Bulgarien und Österreich-Ungarn während des Ersten Weltkrieges. In: Heergeschichtliches Museum (Hrsg.): Der unbekannte Verbündete – Bulgarien im Ersten Weltkrieg. Wien 2009, ISBN 978-3-902551-14-6, S. 20–23.
- Българо-германските отношения 1931–1939. 1984.
- България в Балканския съюз срещу Османската империя 1912–1913. 1989.
- Българското крушение 1913. 1991. (2. Auflage 2017, Verlag Sachari Stojanow, ISBN 978-954-09-1166-3)
- Парола Сабя. Заговорите и превратите на Военния Съюз 1919–1936. 1992.
- Голямата война и българският ключ за европейския погреб 1914–1916. 1995.
- Покушения, насилие и политика в България 1878–1947. Militärverlag, 2003, ISBN 954-509-239-4.
- Голямата война и българската стража между Средна Европа и Ориента 1916–1919. 2016.
- България в балканския съюз срещу Османската империя 1911–1913. 2012.
- История на войните 8: Ханибал срещу Рим. Verlag Milenium, 2015, ISBN 978-954-515-321-1.
- Голямата война и българският меч над Балканския възел 1914–1919. Кн.1: Заплитането. Verlag Sachari Stojanow, 2016, ISBN 978-954-09-1072-7.
- Голямата война и българският меч над Балканския възел Кн.2: Разсичането.  Verlag Sachari Stojanow, 2016, ISBN 978-954-09-1084-0.
- История на войните 10: Ерата на викингите. Verlag Milenium, 2019, ISBN 978-954-515-472-0.